# Théorème de l'image ouverte
Ce théorème ne doit pas être confondu avec le théorème de l'application ouverte, qui est un théorème d'analyse fonctionnelle.
En mathématiques, et plus précisément en analyse complexe, le théorème de l'image ouverte affirme que les fonctions holomorphes non constantes sont ouvertes.

## Énoncé
Soit U un ouvert connexe
du plan complexe C et f : U → C une fonction holomorphe non constante ; alors f est une application ouverte, c'est-à-dire qu'elle envoie les sous-ensembles ouverts de U vers des ouverts de C.

## Démonstration

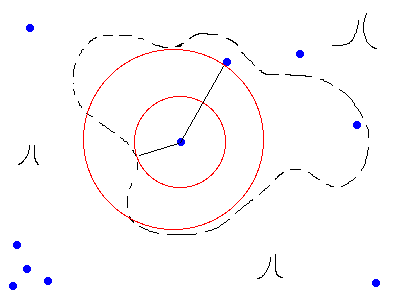
Les points bleus représentent les zéros de g(z). Les pics noirs sont les pôles. La ligne pointillée est la frontière de l'ouvert U (remarquez que tous les pôles sont extérieurs à U). Le petit cercle rouge est la frontière du disque B mentionné par la démonstration.

Nous voulons montrer que tout point de f(U) est intérieur, autrement dit est contenu dans un disque inclus dans f(U). Soit w0 = f(z0) un point arbitraire de f(U) (avec z0 dans U). U étant ouvert, il existe d > 0 tel que B, le disque fermé de centre  z0 et de rayon  d, soit inclus dans U.  f étant non constante sur U et U étant connexe, f est non constante sur B. La fonction g(z) = f(z) – w0 est analytique non constante, et admet z0 comme racine ; d'après le principe des zéros isolés, nous pouvons donc choisir d pour que g n'ait pas d'autres racines dans B. Soit alors e le minimum de  |g(z)|  pour z sur le cercle frontière  de B, et soit D le disque de centre w0 et de rayon e. D'après le théorème de Rouché, la fonction g(z) = f(z) – w0 a le même nombre de racines (comptées avec multiplicités) dans  B que f(z) – w pour tout w à une distance strictement inférieure à e de w0. Ainsi, pour chaque w dans D, il existe au moins un z1 dans B tel que f(z1) = w. Le disque D est donc contenu dans f(B), sous-ensemble de f(U) ; w0 est donc un point intérieur de f(U).
Il est également possible de démontrer ce théorème sans théorie de l'intégration, à partir du théorème du point fixe de Brouwer, ou plus simplement encore à partir du théorème du point fixe de Banach/Picard.

## Remarques
Ce théorème est un exemple des importantes différences entre les applications holomorphes et les fonctions R-différentiables de C vers  C : la fonction de variable complexe z ↦ z z est R-différentiable et de classe C∞, mais n'est clairement pas ouverte. Elle n'est même pas ouverte comme application de C dans R puisque son image est l'intervalle fermé [0, +∞[. De même, il n'y a pas d'équivalent pour les fonctions de variable réelle.

## Généralisation à plusieurs variables
Le théorème de l'image ouverte reste valable pour les fonctions holomorphes à plusieurs variables : on remplace simplement dans l'énoncé U par un ouvert connexe de Cn.  La preuve consiste à se ramener au cas d'une variable en traçant la droite (complexe) passant par deux points ayant des valeurs différentes par f.

## Applications
- Le théorème fondamental de l'algèbre se déduit directement du théorème de l'application ouverte[4] : d'après le théorème de l'application ouverte, l'image {\displaystyle P(\mathbb {C} )} de tout polynôme {\displaystyle P} non constant est un ouvert de {\displaystyle \mathbb {C} } ; il ne reste plus qu'à montrer que {\displaystyle P(\mathbb {C} )} est un fermé de {\displaystyle \mathbb {C} }, et la connexité de {\displaystyle \mathbb {C} } permettra de conclure que {\displaystyle P(\mathbb {C} )=\mathbb {C} }, et donc que {\displaystyle 0\in P(\mathbb {C} )}.

- Le principe du maximum des fonctions holomorphes peut se déduire aisément du théorème de l'application ouverte. En effet, si f : U → C est une application holomorphe non constante sur un ouvert connexe U de Cn, alors pour tout point z0 de U,  l'image par f de tout voisinage ouvert de z0 est un voisinage ouvert W de f(z0) dans C. De par la topologie de C, |f(z0)| n'est pas un maximum de l'ensemble des |w| pour w parcourant W. Donc |f(z0)| n'est pas un maximum local.  Le même raisonnement tient pour Re(f(z)) à la place de |f(z)|.